# يوم الاستقلال (أرمينيا)
يوم استقلال أرمينيا (بالأرمينية : Հայաստանի Անկախության օրը) هو عطلة الدولة الرئيسية في أرمينيا. يتم الاحتفال بهذا التاريخ في 21 سبتمبر.

## التاريخ
في 23 أغسطس 1990 ، اعتمد المجلس الأعلى لإعلان سيادة الدولة في أرمينيا إعلان إلغاء إصلاح القطاع الخاص الأرمني وإنشاء جمهورية أرمينيا. في 21 سبتمبر 1991 ، صوت شعب أرمينيا في استفتاء للإعلان عن الاستقلال عن الاتحاد السوفيتي. تم انتخاب ليفون تير بتروسيان أول رئيس لأرمينيا في نوفمبر عام 1991.
وفي 21 ديسمبر 1991 ، انضمت أرمينيا إلى كومنولث الدول المستقلة (CIS). حصلت أرمينيا على استقلالها رسمياً في 26 ديسمبر / كانون الأول فيما يتصل بحل الاتحاد السوفييتي.
هذا هو الاستقلال الثاني لأرمينيا. حدث الأول في 28 مايو 1918 وأدى إلى تشكيل جمهورية أرمينيا الأولى . ثم تم الاستيلاء على هذه الجمهورية من قبل الاتحاد السوفياتي في عام1920.

## أحداث الاحتفالية

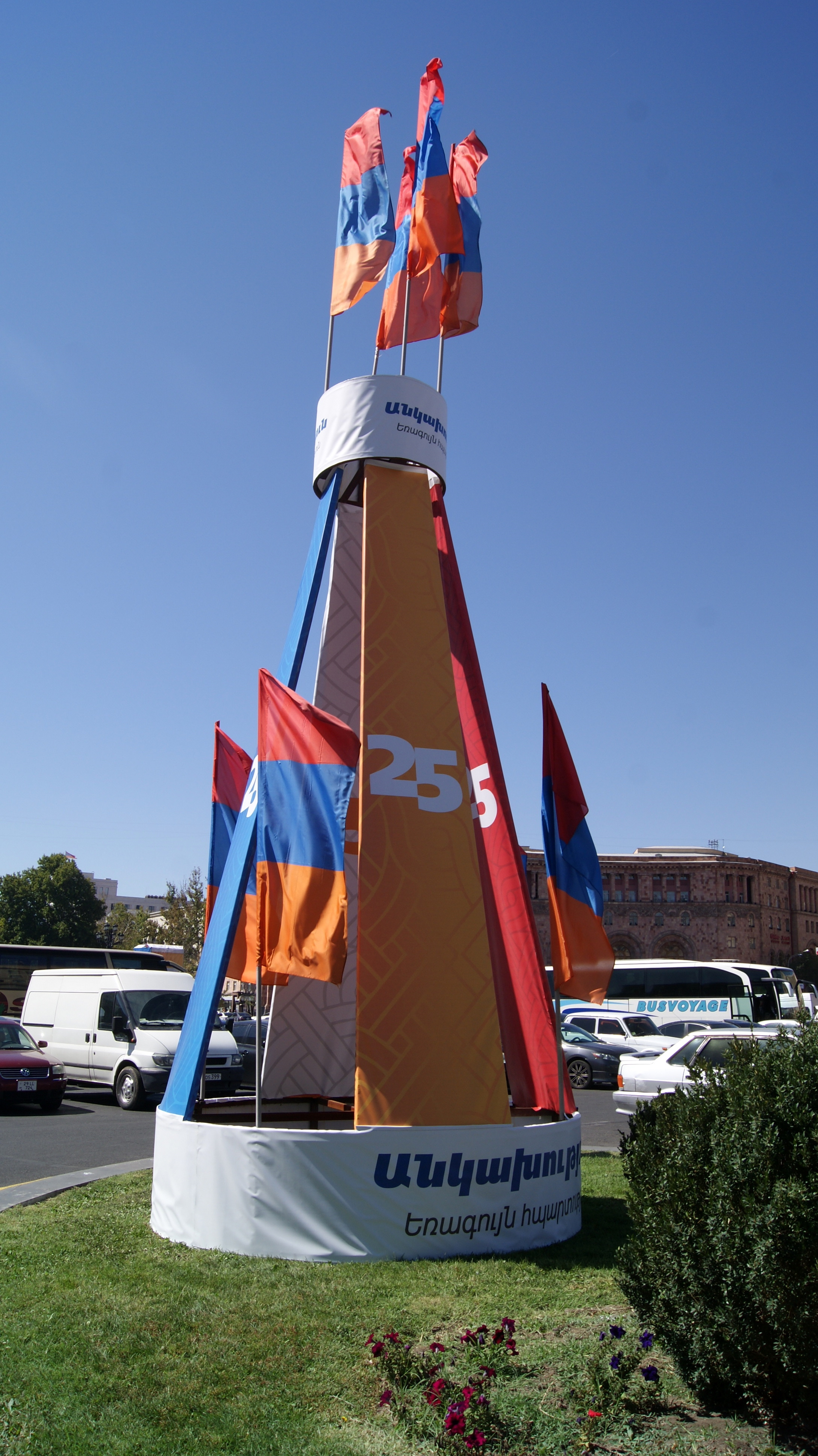

- يتم توزيع الجوائز من قِبل الرئيس الأرميني لتكريم المحاربين القدامى والمواطنين الكرام.
- برامج خاصة تكريما لتاريخ أرمينيا.
- معرض القوات المسلحة مفتوح للجمهور.
- الحفلات في الساحات العامة في يريفان.

### العرض العسكري ليوم الاستقلال

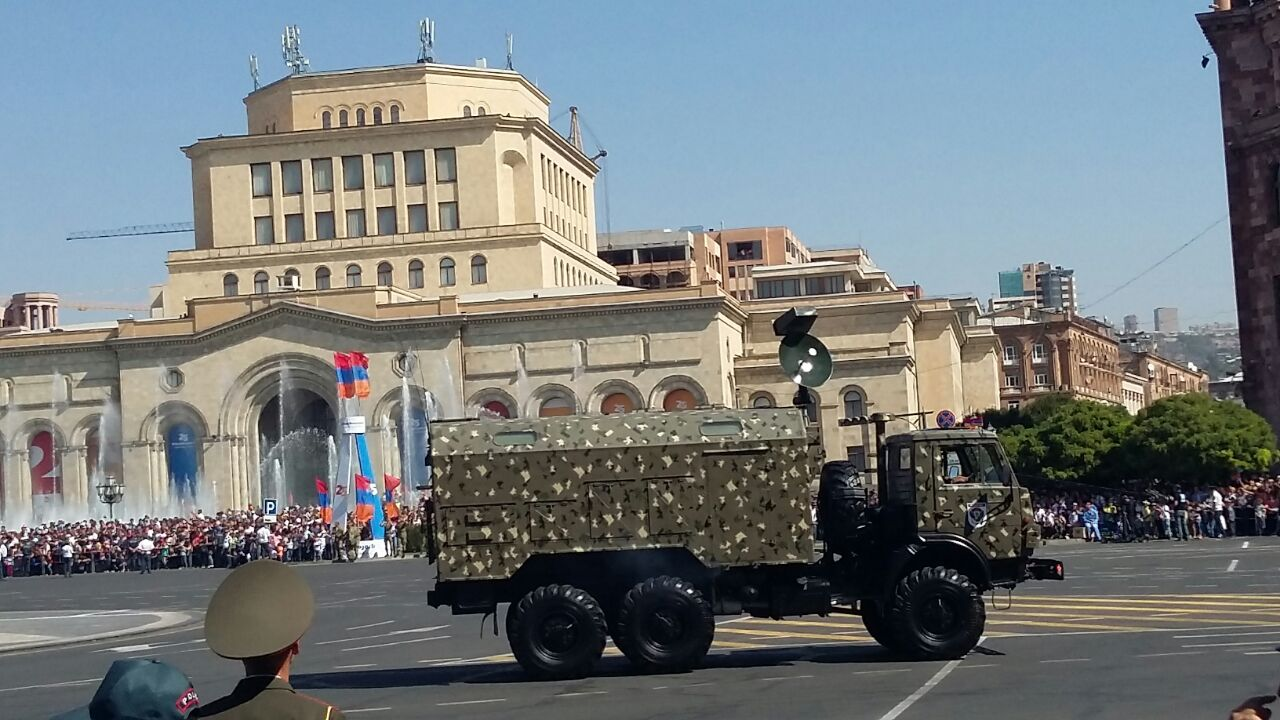

عُقدت الاستعراضات العسكرية التي تحتفل باستقلال أرمينيا في ساحة الجمهورية في يريفان في الأعوام 1992 و 1996 و 1999 و 2006 و 2011 و 2016
تبدأ الاحتفالات في الوقت الذي يصل فيه قائد الاستعراض (عادة رئيس هيئة الأركان العامة للقوات المسلحة مع بلكة الجنرال أو الكولونيل جنرال) في ساحة الجمهورية . في الساعة العاشرة صباحاً، يصل رئيس الجمهورية ورئيس الوزراء في الوقت الذي يأمر فيه قائد الاستعراض بتقديم العرض لوزير الدفاع في أرمينيا . ثم يقود قائد العرض في سيارة نيسان باترول SUV إلى وسط الميدان لإبلاغ وزير الدفاع بأن العرض جاهز الآن للتفتيش. ثم يتفقد الوزير وحدات الاستعراض ويهنئهم في العطلة. في ختام التفتيش، يقترب الوزير من الرئيس حول المنبر ويقول "سيد / سيدتي الرئيسة، قوات القوات المسلحة الأرمنية المشاركة في العرض تكريما لذكرى استقلال جمهورية أرمينيا، بعد أن ينهي الوزير تقريره إلى الرئيس، يأمر قائد الاستعراض بأن يقف العرض بسهولة، ثم يقوم الرئيس بإلقاء خطاب عطلة للقوات.
في ختام الخطاب، صرحت تشكيلات العرض بثلاثة أوراه، تليها مسرحية مير هاينريك من قبل الفرق العامة من هيئة الأركان العامة. ثم يُطلب من الموكب الاستعداد للمسيرة، حيث يقوم رجال مسلحون وعلامات من كتيبة الشرف التابعة لوزارة الدفاع في أرمينيا بمسيرة إلى مناصبهم أمام المنبر الرئيسي لتوفير الأمن للمسيرة الماضية. ثم يطلب القائد الاستعراض من الجنود أن يسير أمام القاعدة مع التحية وفيلق الطبول من الكلية العسكرية في مونتي ميلكوني وتحديد سرعة المسيرة التي يقودها الطبلة الرئيسية، يليها الحرس الوطني للوحدات ومن ثم وحدات الاستعراض.

### 1996
احتفل الاستعراض في عام 1996 بالذكرى الخامسة للاستقلال.

#### 1999
كان موكب عام 1999 الذي احتفل بالذكرى الثامنة للاستقلال بقيادة الميجور جنرال مانويل غريغوريان وقام بتفتيشه اللفتنانت جنرال فاجارشاك هارتونيان .

### 2006
احتفل عام 2006 بالذكرى السنوية الخامسة عشرة لاستقلال أرمينيا. بدأ العرض مع وزير الدفاع سيرج سركسيان، ورئيس الأركان ميكائيل هاروتيونيان بالتفتيش على الجنود الذين هنأوهم في العطلة.

#### 2011
احتفلت أرمينيا بالذكرى السنوية العشرين في عام 2011. فحص العرض كان وزير الدفاع من أرمينيا سيران أوهانيان، ورئيس هيئة الأركان العامة العقيد يوري خاتشاتوروف . شاركت مجموعة تمثل قاعدة الجيش الروسي في أرمينيا في العرض إلى جانب القوات الأرمنية لأول مرة. شاركت الشرطة العسكرية وكتائب حفظ السلام، والقوات الحدودية التابعة لجهاز الأمن القومي، والمحاربون القدماء في جيش الدفاع في ناغورني كاراباخ.

#### 2016
كان احتفال أرمينيا بالذكرى الخامسة والعشرين في عام 2016 أكبر احتفال في تاريخ أرمينيا. كان المسؤول عن العرض العسكري هو اللواء أندرانيك ماجاريان. قائد سلاح الجيش الرابع للقوات البرية. أكثر من 350,000 شخص كانوا متفرجين ومشاركين في الأحداث. لواء السلم الدوليين من الولايات المتحدة، ألمانيا، إيطاليا، بولندا واليونان
```
وشارك في العرض.
[
8
]
[
9
]
[
10
]
```

### الوحدات الأجنبية

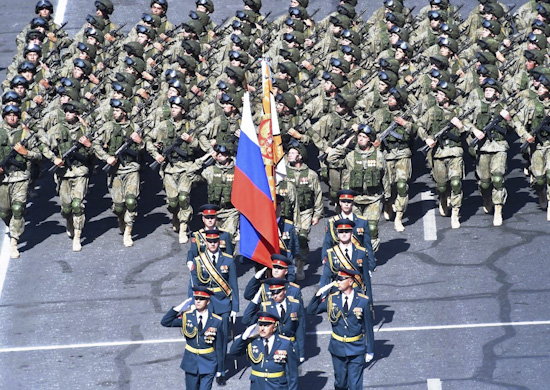
القوات الروسية

| Year      | Contingent                  | Country/Organization                            |
| --------- | --------------------------- | ----------------------------------------------- |
| 2011 2016 | Russian 102nd Military Base | روسيا                                           |
| 2016      | international peace brigade | بولندا الولايات المتحدة ألمانيا إيطاليا اليونان |

### احتفالات الشتات
تقام احتفالات يوم الاستقلال أيضا في الشتات مثل روسيا، لبنان والولايات المتحدة . في الولايات المتحدة تحديداً، تنظم منظمات الشباب الأرمنية-الأمريكية مسيرات وبرامج ثقافية في هذا اليوم.

## معرض الصور

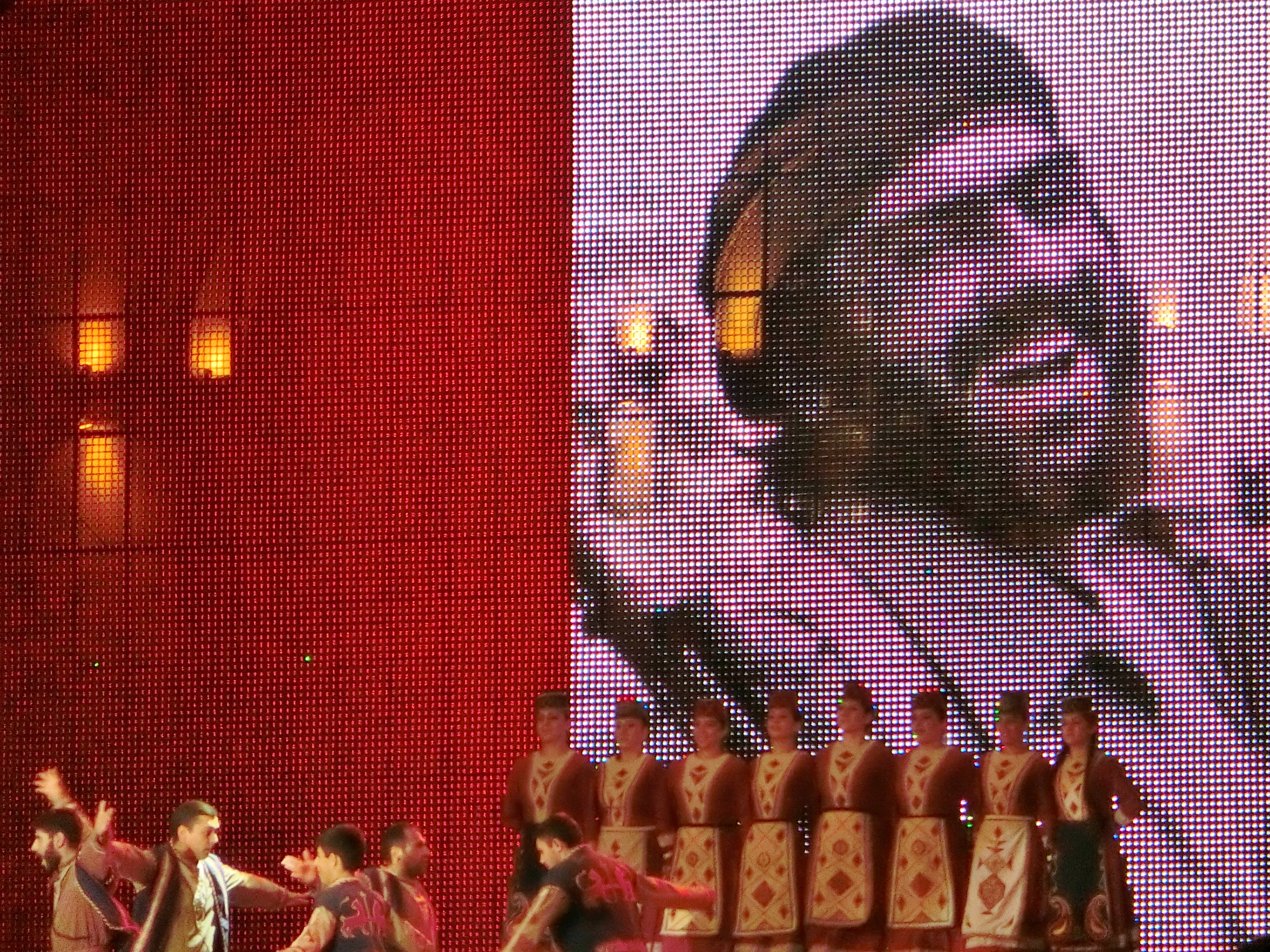
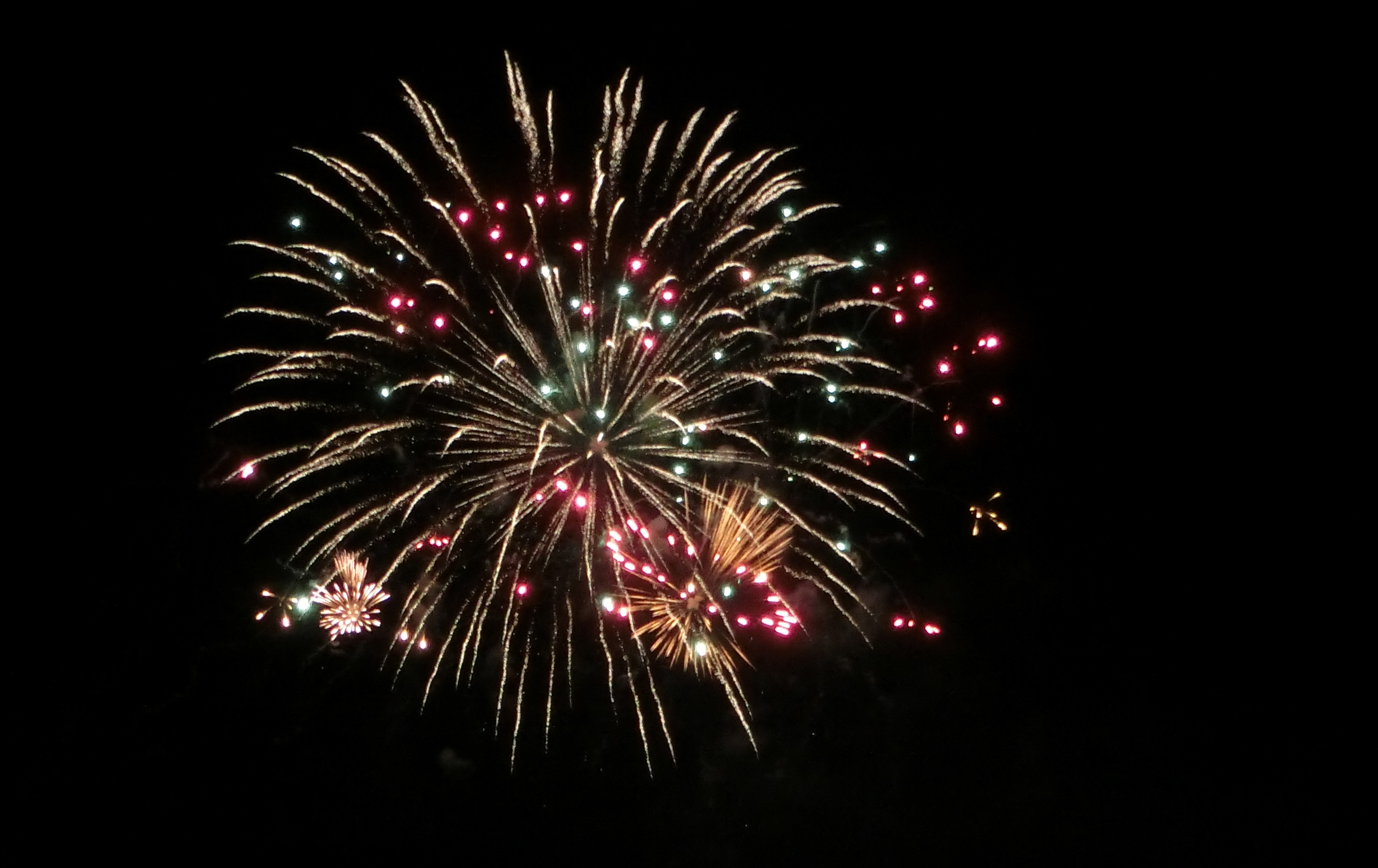
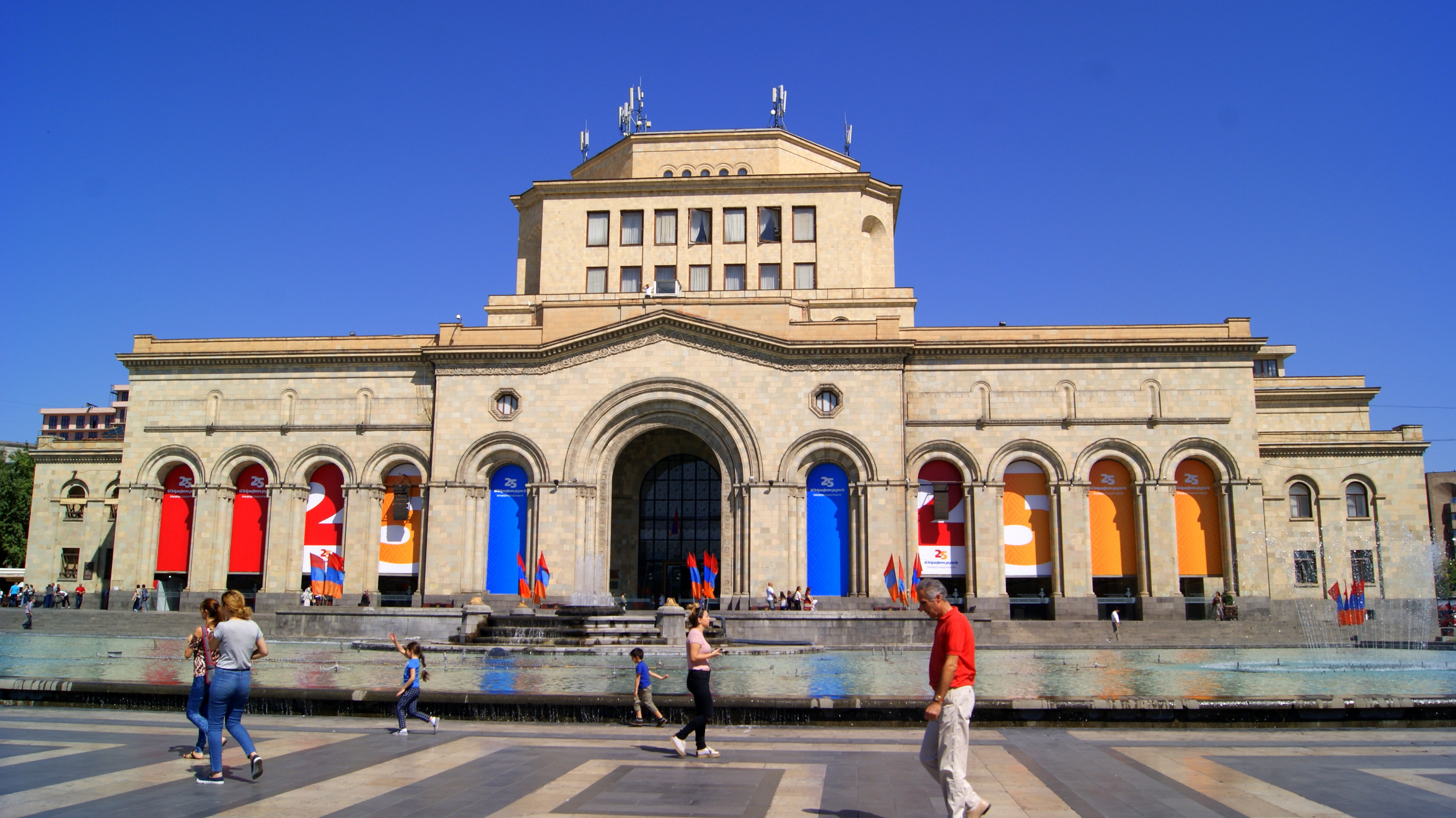
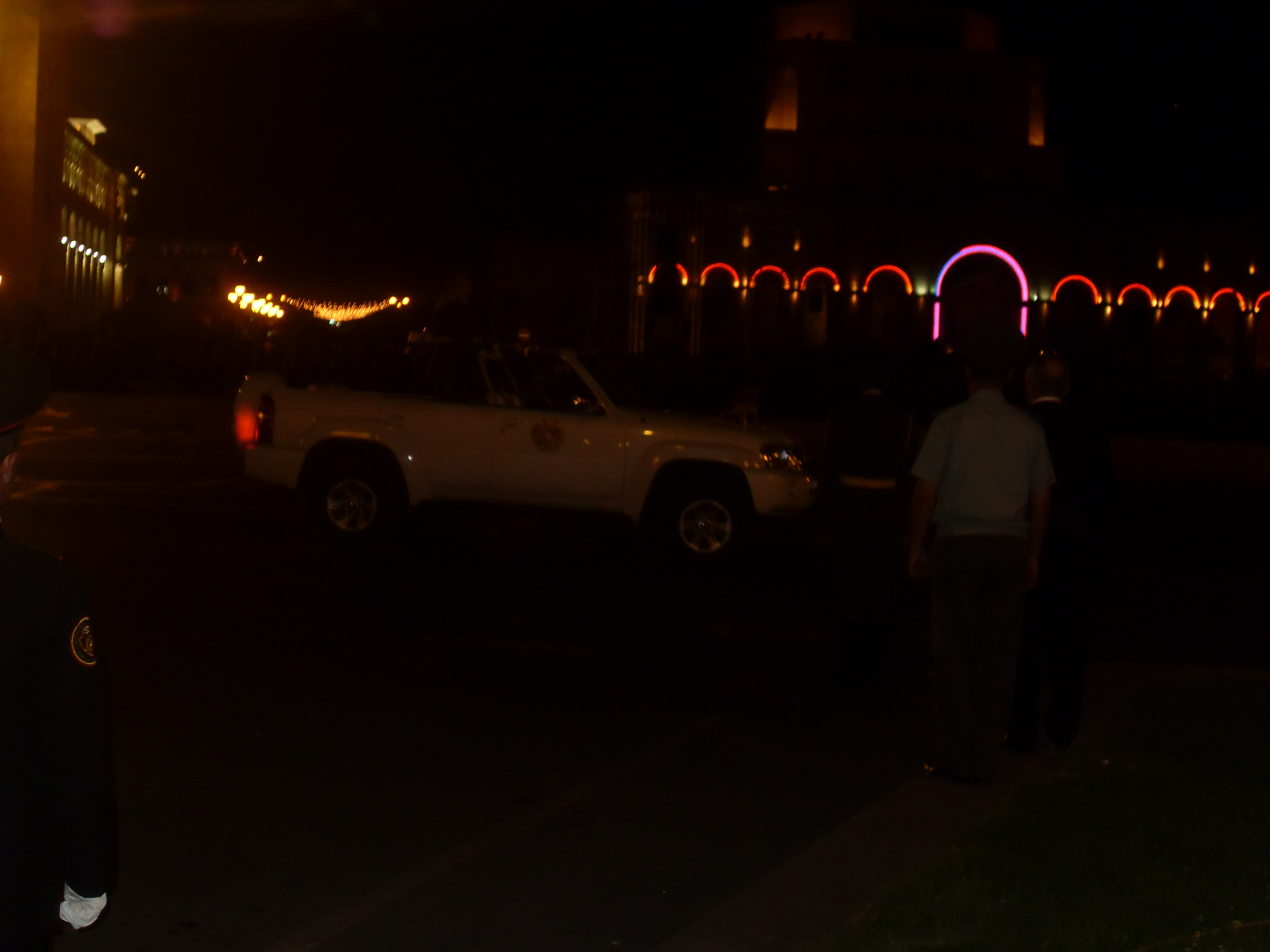
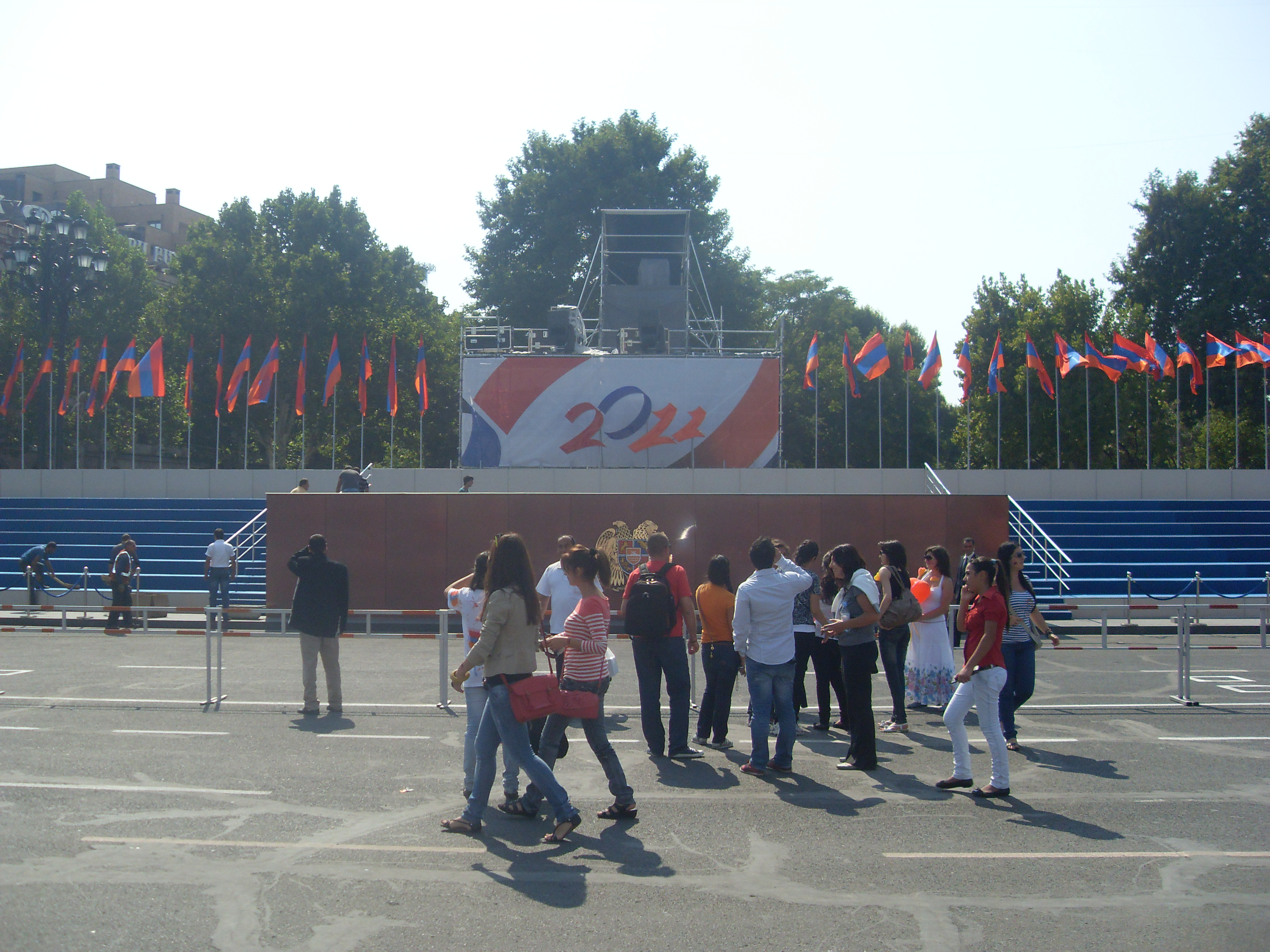
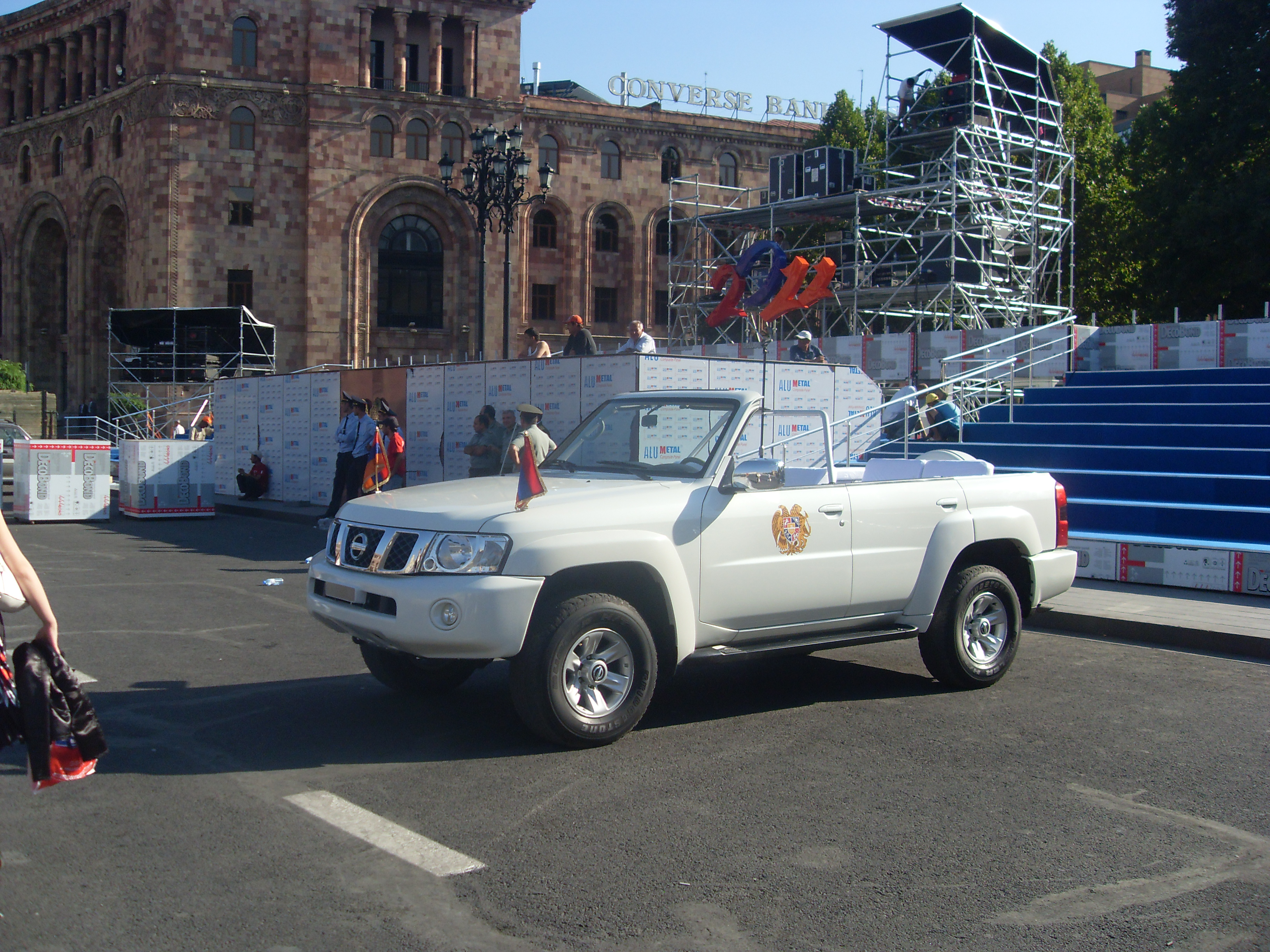
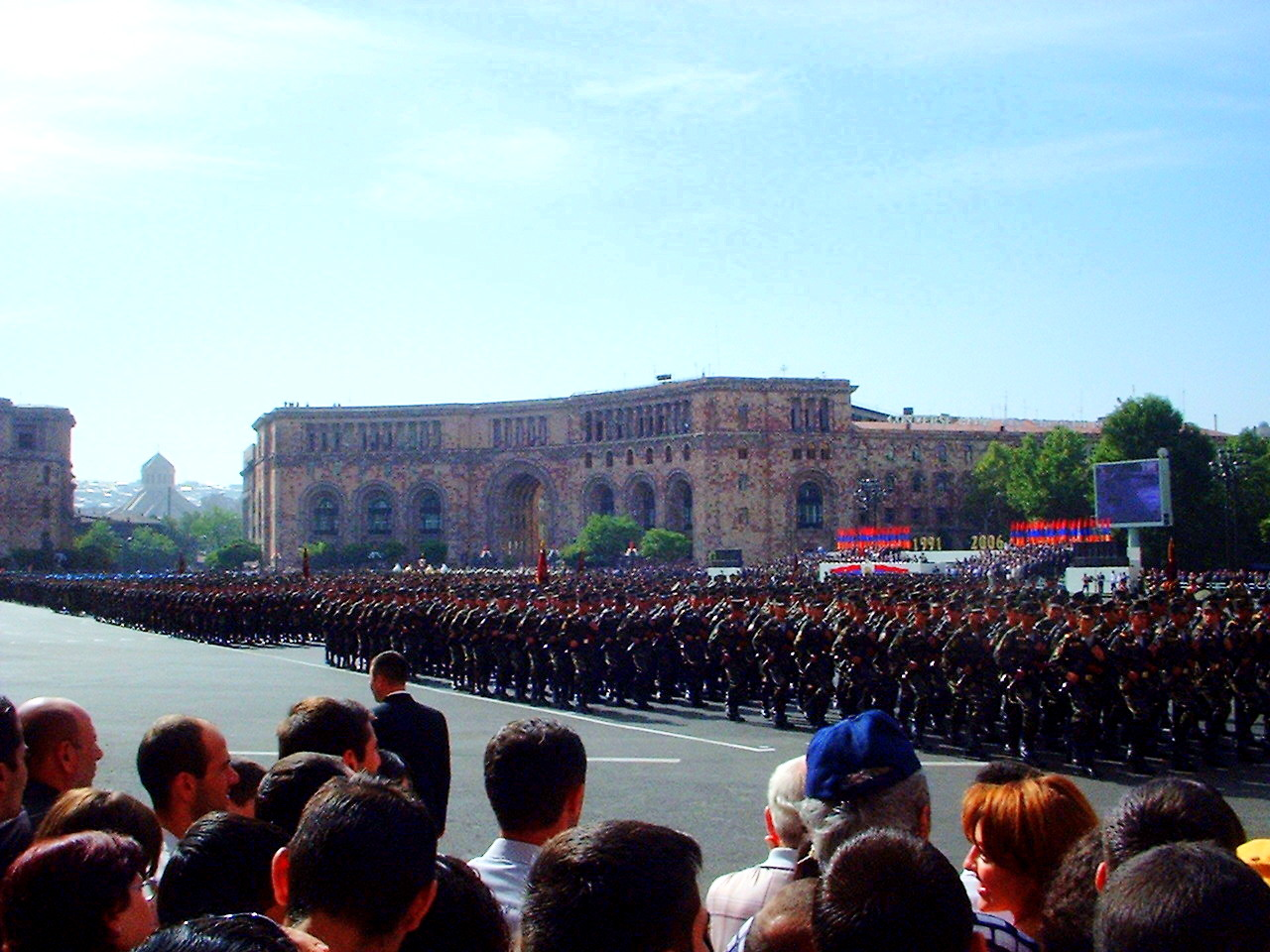
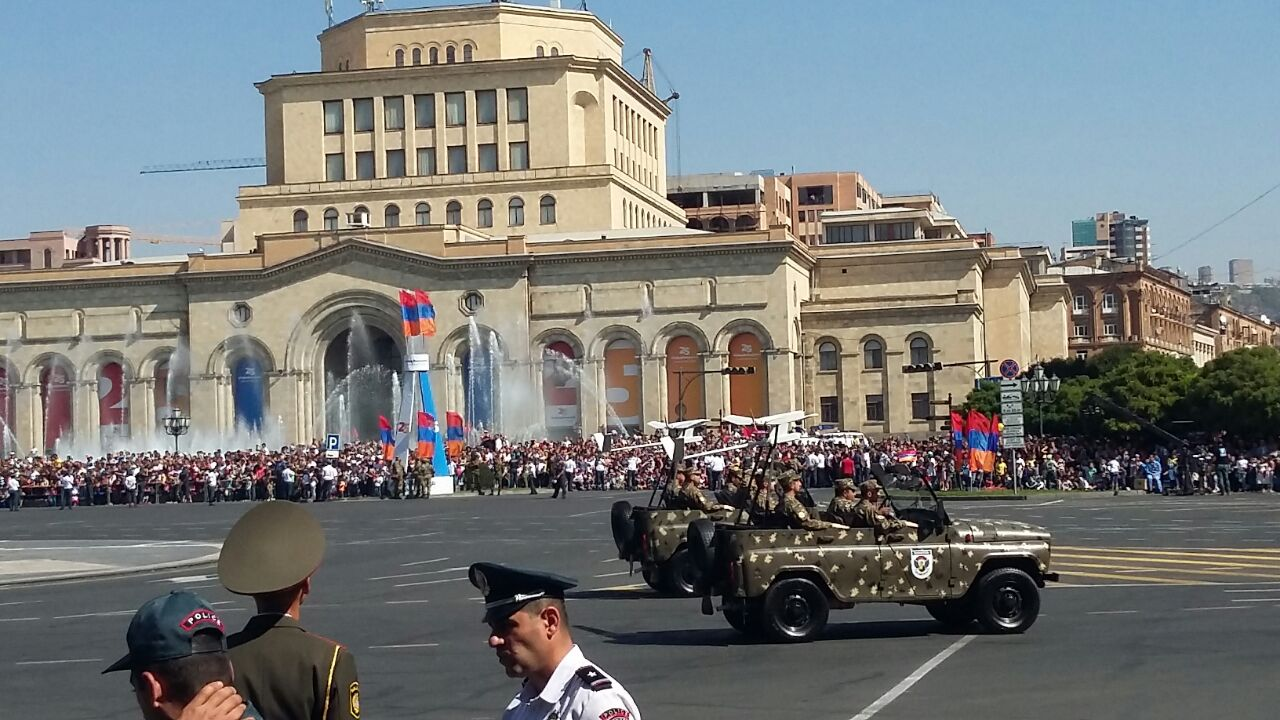
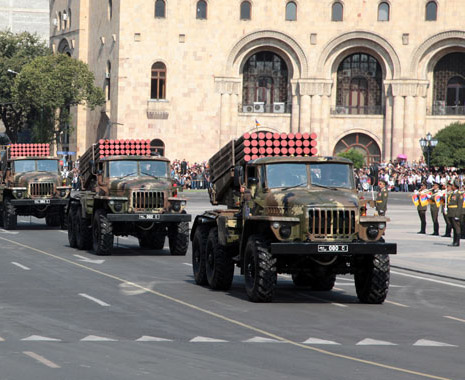
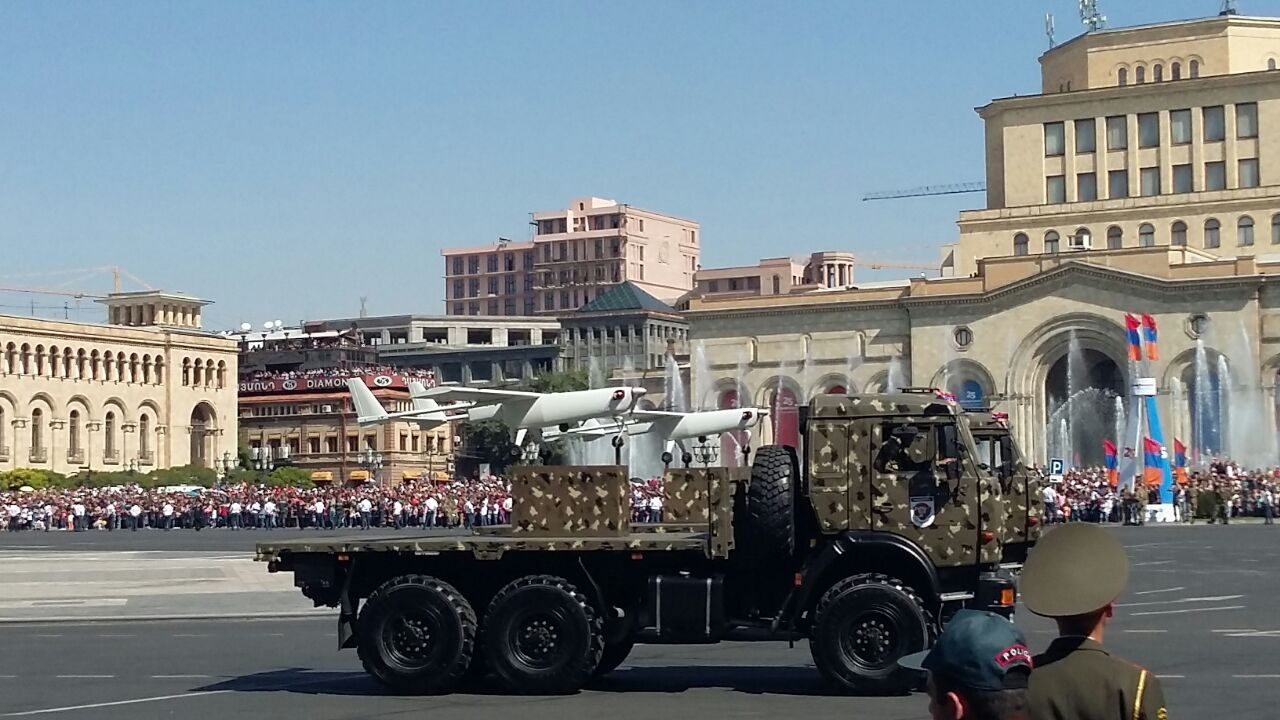
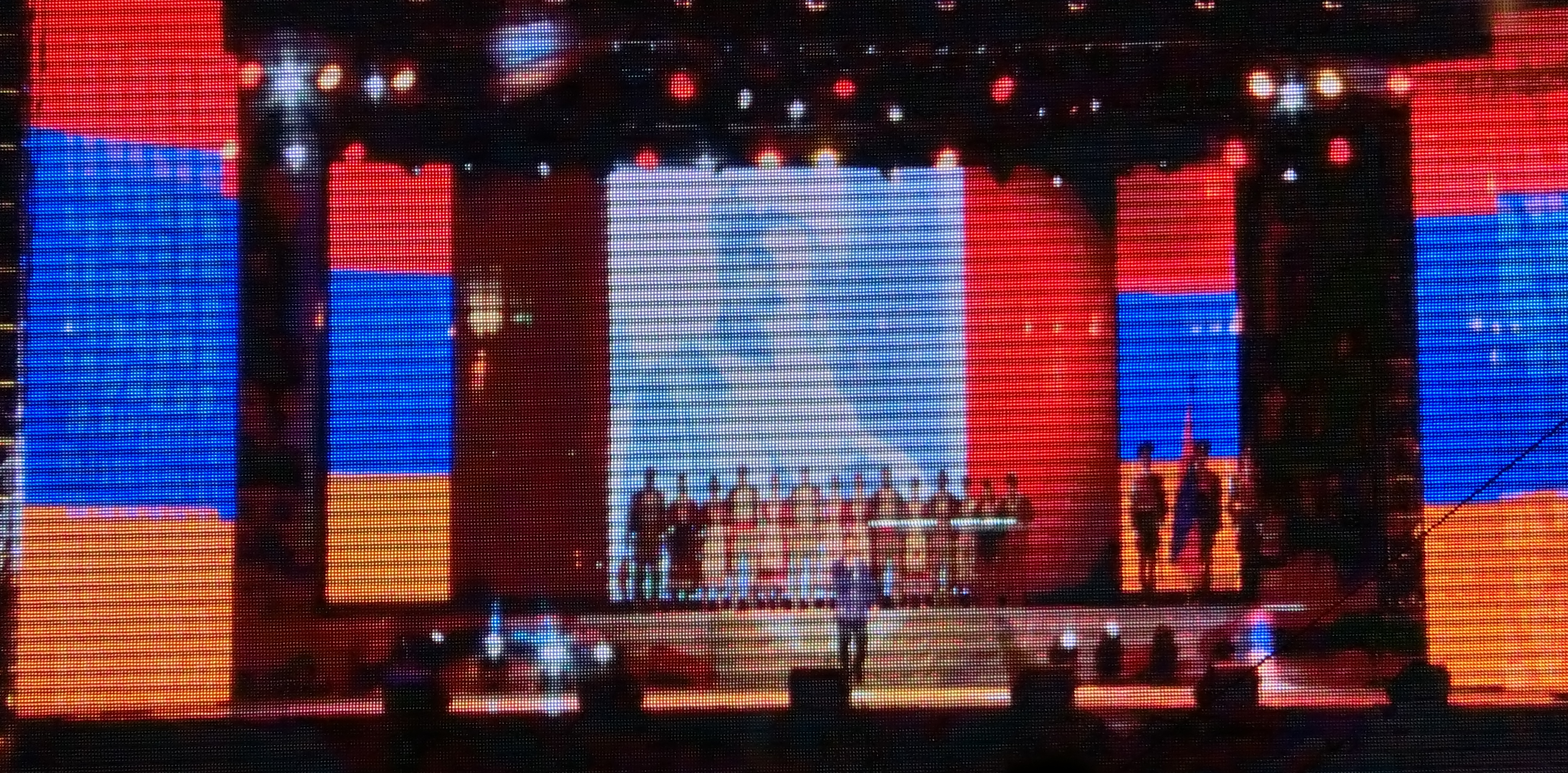